# Fotémustine
La fotémustine est un agent alkylant organophosphoré de la famille des nitroso-urées à effet alkylant et carbamylant. Elle est utilisée comme antinéoplasique dans le traitement des mélanomes malins métastatiques et commercialisée en France sous le nom de Muphoran par les laboratoires Servier. Sa formule chimique comporte l'acide amino-1-éthylphosphonique, un bioisostère de l'alanine, ce qui facilite le franchissement de la barrière hémato-encéphalique.

## Indication
En France, en 2013, les indications sont :
- mélanomes malins disséminés y compris dans les localisations cérébrales ;
- tumeurs cérébrales malignes primitives.

## Efficacité
En 2013, il n’y a pas de traitement curatif du mélanome malin métastatique : la dacarbazine reste le traitement palliatif habituel.
Pour cette maladie, une étude sur 229 patients a montré que la fotémustine produit un taux de réponse supérieur à celui de la dacarbazine uniquement après le traitement d’entretien, mais n'augmente pas la survie.

## Effets secondaires
Les effets secondaires de la fotémustine sont principalement :
- nausées et vomissements ;
- thrombopénie et leucopénie ;
- élévation du taux sanguin des transaminases, des phosphatases alcalines et de la bilirubine.